# 분수 효과
분수 효과(噴水 效果, 영어: trickle-up economics, bubble-up economics)는 낙수효과와 반대되는 현상을 나타낸 말로, 저소득층으로부터 경제성장이 이루어진다는 뜻이다.
즉, 부유층에 대한 세금은 늘리고 저소득층에 대한 복지 정책 지원을 증대시켜야 한다는 주장. 저소득층에 대한 직접 지원을 늘리면 소비 증가를 가져올 것이고, 소비가 증가되면 생산투자로 이어지므로 이를 통해 경기를 부양시킬 수 있다는 것. 경제성장의 원동력이 분수처럼 아래에서 위로 뿜어져 나오는 것 같다 하여 분수효과라고 한다. 
영국의 경제학자인 케인즈(John Maynard Keynes)가 주장하는 이론.
케인즈는 불황 극복을 위해서는 정부 지출 확대와 더불어 저소득층 및 중산층에 부과되는 세금을 인하하여 민간 소비를 자극해야 한다고 강조했다. 그는 저소득층이 고소득층에 비해 한계소비성향(marginal propensity to consume)이 더 높아든 점에 주목했다. 세금 인하를 통해 가처분 소득이 증가할 경우, 고소득층에 비해 저소득층의 소비 증가량이 늘어난다는 것이다.
저소득층 및 중산층에서 유발되는 소득증대가 소비증대 및 생산증대로 이어지고, 결국 다시 소득이 증대되는 경제의 선순환 고리가 형성되는데, 이 모습이 마치 분수가 분출하는 것과 같다고 해서 붙여진 이름이다.
최근 선진국들의 잇다른 낙수효과 정책 실패로 인해 더욱 주목받고있는 이론이기도 하다.